# Hugh Miller

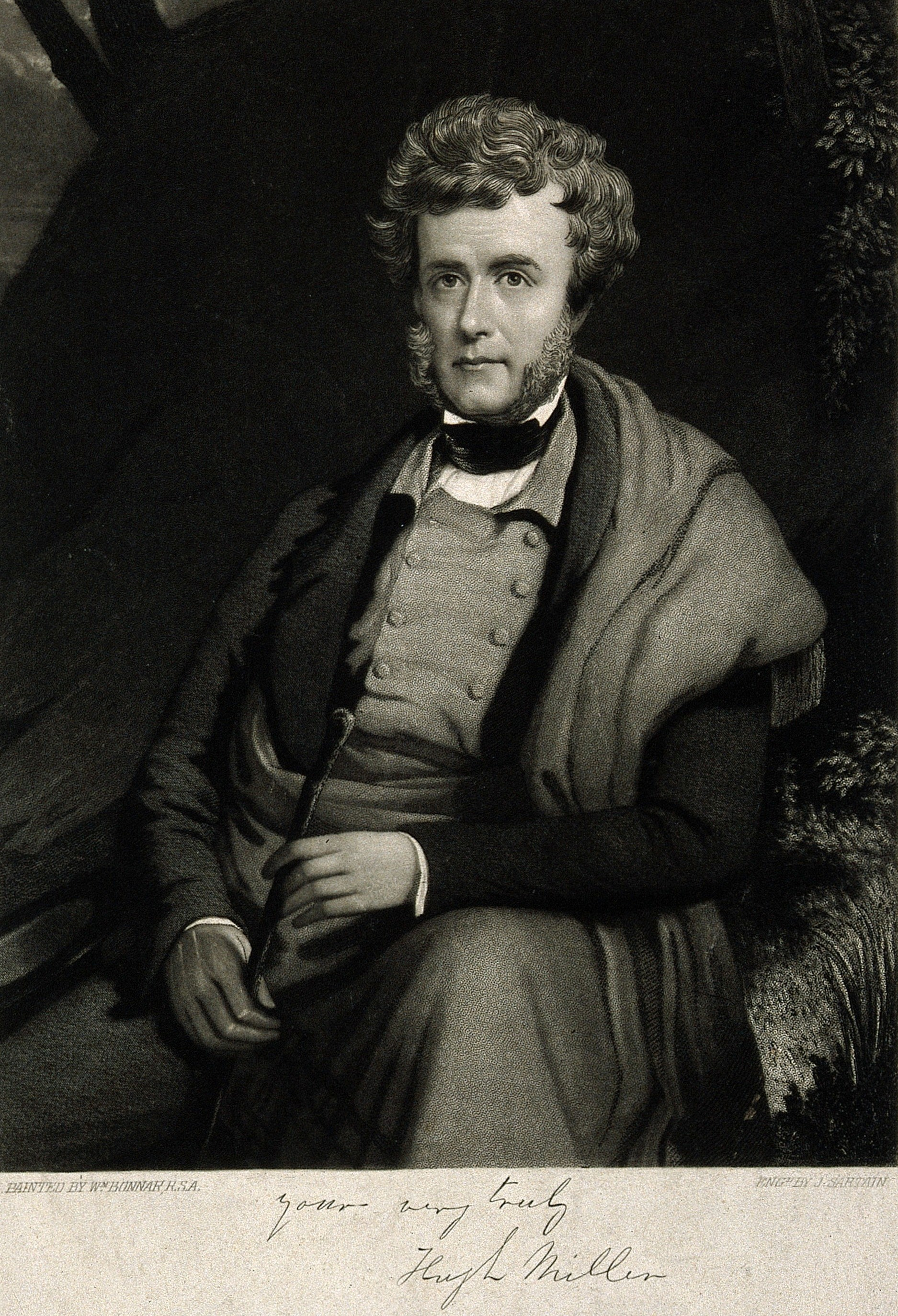
Hugh Miller

Hugh Miller (ur. 10 października 1802 w Cromarty, zm. 24 grudnia 1856 w Edynburgu) – szkocki geolog i teolog.

## Życiorys
Był synem rybaka, został osierocony przez ojca w wieku 5 lat. W 1821 roku podjął pracę kamieniarza. Zainteresowanie szkockim krajobrazem i odkrywane podczas pracy w kamieniołomach ślady prehistorycznego życia pchnęły później jego zainteresowania w stronę geologii. Pisywał artykuły na różne tematy, w tym poświęcone rybołówstwu, do lokalnej prasy, m.in. Inverness Courier.
Był członkiem ewangelikalnego skrzydła Kościoła Szkocji, przeciwnego ingerencji państwa w sprawy kościelne. Swoje poglądy prezentował na łamach wydawanego w Edynburgu dwutygodnika Witness. Po rozłamie w 1843 roku został członkiem Wolnego Kościoła Szkocji.
W 1841 roku opublikował pracę The Old Red Sandstone, w której opisał znaleziska skamieniałości z okresu dewońskiego (416-359 mln lat temu), pochodzące z wielkiej formacji czerwonego piaskowca w jego ojczystych stronach. Geologii poświęcił także swoją kolejną pracę Footprints of the Creator z 1849 roku. W uznaniu jego wkładu w rozwój paleoichtiologii jedną z odkrytych przez niego dewońskich ryb nazwano Pterichthyodes milleri. Miller był przeciwnikiem biologicznej teorii ewolucji, twierdząc, że bogactwo prehistorycznych form życia i ich doskonałe przystosowanie do warunków środowiska przeczy poglądowi o ich przemianie w czasie ku bardziej złożonym formom.